# Лазоревая степь
«Лазоревая степь» — рассказ Михаила Шолохова.

## История создания
Рассказ «Лазоревая степь» написан в начале 1926 года. Впервые опубликован в 1926 году в журнале «Комсомолия» (№ 6—7. Июнь-июль), затем в сборниках «Лазоревая степь» (1926), «О Колчаке, крапиве и прочем» (1927) и «Лазоревая степь. Донские рассказы. 1923—1925» (1931). В 1927 Шолохов создал полемическое предисловие к тексту, которое затем не использовалось.
В сборнике «Заря Советов» (1928) рассказ «Лазоревая степь» был опубликован в 1928 году, об этом Михаил Шолохов писал своей жене: «…не знал и не ведал, что 2 моих рассказа из „Лазоревой степи“ включены изд-ством „Моск. рабочий“ в сборник лучших произведений о гражданской войне. И вот наравне с корифеями литературы включён туда и аз грешный».
Рассказ «Лазоревая степь» был опубликован неоднократно за рубежом и переведён на многие языки: болгарский, голландский, немецкий, словенский, турецкий, шведский и другие.

## Сюжет
Рассказ ведётся от лица пастуха Захара, который, будучи крепостным, служил у пана кучером. Затем он перешел на службу к другому пану, но тот оказался жестоким. Его сын, офицер, не отставал от отца. Во время Гражданской войны сына пана выжили с его земель, чтобы поделить их. Однако тот вернулся с казаками, желая отвоевать свои земли назад и покарать восставших против него мужиков. Сын пана велит расстрелять всех участников бунта. Захар молит офицера не казнить внуков. Тот соглашается, но с условием — те должны покаяться и верно ему служить. Внуки отказываются. Старшего внука Семёна вместе с женой казнят, младший Аникей спасается, раненным пулями и искалеченным телегой. Он сожалеет, что теперь не может работать на земле.

## Персонажи
Главный герой рассказа — дед Захар, которому 69 лет, служил кучером у старого пана Томилина. Захар жил с внуками Семёном и Аникеем. Старший внук деда Захара — Семён был женат, имел ребёнка, участвовал в разделе панской земли. Был расстрелян вместе с женой Аниськой во время расправы над жителями Тополёвки. Аникей — младший брат Семёна, который также участвовал в разделе панской земли и имущества, после расправы остался инвалидом. Пан Томилин — сын пана Евграфа Томилина, у которого служил дед Захар. После раздела его земли и имущества расправился жестоко над жителями Тополёвки, расстрелял 32 человека. В рассказе есть безымянный персонаж — рассказчик, которому дед Захар рассказал свою историю.

## Критика
В. Ц. Гоффеншефер — литературовед и критик был первым кто обратил внимание на связь рассказа «Лазоревая степь» с романом «Тихий Дон»: «…в рассказе деда Захара о том, как, будучи кучером у пана, избил его кнутом за то, что тот принудил к сожительству его Захара, жену, вы находите очертания будущих глав „Тихого Дона“ о Григории — Аксинье — Листницком».
Алексей Иванович Метченко — литературовед писал о «Лазоревой степи»: «Автор предваряет и завершает рассказанное скупым, но ярким обрамлением, как бы подчёркивающим противоречивость характера и поведения старика. Он добр, не хочет обидеть ни одну земную тварь (и глаза у него голубые и юные), но в лазоревой степи, на полотнище пыли видны два следа — волчий и след трактора, а в небе бродит коричневый коршун. Жизнь ещё не приспособлена для благодушия и всепрощения. Никого не спас Захар своим раболепством, но многое понял».